# Ytter-Grucken
Ytter-Grucken är en sjö i Bergs kommun i Härjedalen och ingår i Ljungans huvudavrinningsområde. Sjön är 19,2 meter djup, har en yta på 3,17 kvadratkilometer och befinner sig 495 meter över havet. Sjön avvattnas av vattendraget Ljungan.

## Delavrinningsområde
Ytter-Grucken ingår i det delavrinningsområde (697063-137933) som SMHI kallar för Utloppet av Ytter-Grucken. Medelhöjden är 525 meter över havet och ytan är 12,68 kvadratkilometer. Räknas de 205 avrinningsområdena uppströms in blir den ackumulerade arean 1 375,24 kvadratkilometer. Avrinningsområdets utflöde Ljungan mynnar i havet. Avrinningsområdet består mestadels av skog (66 procent). Avrinningsområdet har 3,29 kvadratkilometer vattenytor vilket ger det en sjöprocent på 25,9 procent.